# Капустяк Олег Володимирович
Оле́г Волод́имирович Капустя́к (нар. 23 липня 1962, м. Львів) — український скульптор, реставратор, учасник багатьох мистецьких виставок. Працює в царині малої пластики і станкової скульптури. Основні матеріали — бронза, сталь, камінь. Член Національної спілки художників України

## Освіта і творчість
1985 року закінчив Львівський інститут прикладного і декоративного мистецтва за фахом «кераміка». Викладачами мав Дмитра Крвавича та Миколу Посікіру. З дитинства захоплювався живописом, але Крвавич побачив в ньому талант скульптора і порадив ліпити. В 1989 р. за протекцією скульптора Любомира Яремчука був прийнятий у творчу групу художників у Седневі, де два місяці працював у одній майстерні разом з Петром Антипом. Отримавши натхнення від його темпераменту, бачення форми, створив для серії у сталі «Бій зі щуром», «Вальпургієва Ніч», «Портрет колеги». Кілька років разом з польськими колегами займався реставрацію гробівців і пам'ятників на Личаківському цвинтарі, зокрема реставрував надгробок Шашкевичів. До того Олег Капустяк відновлював скульптури Пінзеля на Соборі Юра, богиню Діану на Ринку та навіть Оперний театр в Одесі. У 2015 році брав участь в реставрації памятника на могилі Івана Франка за проектом Міністерства національної культури і спадщини Польщі.

## Участь у симпозіумах
- 2018  — Покровськ, Донецька обл. Україна (граніт)
- 2015 — Сувалки. Польща (граніт)
- 2014 — Канів. Україна (граніт), Олесько. Україна (дуб)
- 2012 — Радомишль. Україна (граніт)
- 2011 — Дрогобич. Україна (дуб), Канів. Україна (граніт)
- 2009 — Суми. Україна (тополя)
- 2007 — Святогірськ. Україна (пісковик)
- 2005 — Гурзуф. Крим (вапняк)
- 1997 — Мінськ. Білорусь (доломіт)
- 1996 — Олесько. Україна (вапняк)

## Персональні та групові виставки
- 2022 — Warsaw, Poland.⁠ "Maps" Kordegarda gallery
- 2015 — Київ. Великий скульптурний салон.
- 2014 — Київ. Трієнале скульптури.
- 2012 — Київ. Великий скульптурний салон.
- 2011 — Київ. Трієнале скульптури.
- 2010 — Київ. Великий скульптурний салон.
- 2007 — Київ. І салон скульптури, Український Дім.
- 2005 — Київ. Трієнале скульптури, Б. Х. м. — ІІ премія.
- 2000 — Львів. De Novo, Міжнародний симпозіум мистецтва.

## Твори
- «Вальпургієва ніч», «Бій зі щуром», «… і найгарніший, лиш як замкнеш очі» (усі — 1989),
- «Пейзаж колеги», «Портрет на кожен день», «Чорне небо» (усі — 1992),
- «Велика спокуса» (1996),
- «Укргорби (Відбитки)» (1998),
- «Небесне світило» (1999),
- «Музейні деталі» (2000),
- «Коктебель», «Нове відображення» (обидва — 2002),
- «Курос» (2006),
- «Танок дівчат» (2009);
- серія «Архаїчний танок» (2009)[5].
- пам'ятна таблиця Іванові Раковському на вул. Коновальця, 31 на вул. Коновальця у Львові(2005).

## Вибрані роботи

Пам'ятна таблиця Іванові Раковському на вул. Коновальця, 31

## Відзнаки
- Лауреат «Осіннього салону» (Львів, 1998).
- 2-а премія Трієнале скульптури (Київ, 2005).

## Родина
Одружений. Дружина — Ірина. Мають двох дочок — Марію і Ольгу.